# Маркус Райт
Маркус Райт (англ. Marcus Wright; 22 серпня 1975 — 26 травня 2018, у 2003—2018 — клінічна смерть) — головний герой фільму «Термінатор: Спасіння прийде»; злочинець, який заповів своє тіло компанії «Cyberdyne Systems» для проведення досліджень. Засуджений за вбивство і страчений 2003 року, реактивований 2018 року як кіборг-термінатор нового покоління.

## Технічні характеристики
Кіборг має металевий ендоскелет, інтегрований із живими тканинами, здатними до швидкої регенерації. Залишені легені та серце з частиною кровоносної системи.
У ньому частково збережена центральна нервова система людини з головним мозком, з'єднаним із центральним процесором. На потилиці вмонтований спеціальний мікрочип для контролю Маркуса та зчитування інформації з його пам'яті.
Система Скайнет уважає Маркуса Райта кіборгом, в якому відсутні вади усіх попередніх моделей термінаторів, які від 1984 року брали участь у спробах знищити Джона Коннора (T-800, T-1000 і TX). Але наявність живих органів, які допомагають маскуванню під час проникнення в людське суспільство, робить кіборга більш уразливим. Крім того, «Скайнет» не передбачив, що Маркус збереже людську свідомість і відмовиться підкорятися машинам.

## Маркус Райт у фільмі
Роль Маркуса Райта у фільмі «Термінатор: Спасіння прийде» 2009 року виконав австралійський актор Сем Вортінгтон.
На початку фільму (2003 рік) Маркус Райт — злочинець у в'язниці «Лонгв'ю», штат Техас, за годину до винесення йому смертного вироку за вбивство рідного брата і двох поліцейських. Представник Cyberdyne Systems доктор Сірена Коган умовляє Райта заповісти своє тіло комп'ютерній компанії для досліджень. Маркуса страчують за допомогою смертельної ін'єкції.
У 2018 році відбувається вибух підземного центру технічних розробок «Скайнета» біля Лос-Анджелеса. Маркус Райт, який опиняється поряд, не розуміє, що відбувається і як він вижив. Він забирає одяг убитого солдата Опору і вирушає до Лос-Анджелеса.
Після сутички з патрульним термінатором T-600 Маркус знайомиться із Кайлом Різом і Крихіткою, разом із якими відправляється на пошуки Джона Коннора. Крихітка і Різ потрапляють у полон до робота Женця, а Райт зустрічає льотчицю Опору Блер Вільямс, яка закохується в нього.
Біля бази Опору Маркус підривається на міні-пастці, яка реагує на термінаторів. Бійці Опору й Джон Коннор розуміють, що Маркус — кіборг, хоча сам він довго не може в це повірити. Блер допомагає кіборгу втекти, але Маркус зазнає серйозних ушкоджень шкіри, які відкривають його металеві елементи.
Після того, як Маркус Райт рятує Коннора від гідроботів, Джон погоджується на план кіборга проникнути у великий центр «Скайнета» в Сан-Франциско. Охоронна система «Скайнет» ідентифікує Райта як свого і пропускає всередину закритої території центру. Там кіборг під'єднується до мережі та дізнається правду про Судний день, свою долю й роль доктора Коган.
Маркус непритомніє, а коли приходить до тями, то виявляє свій шкірний покров повністю відновленим. «Скайнет» у вигляді доктора Коган намагається переконати Маркуса виконати свою місію й заманити Джона Коннора і Кайла Різа до Центру. Але Райт не погоджується, вириває мікрочип зі своєї голови і йде на допомогу Коннора, який б'ється із прототипом T-800.
Термінатор Т-800 завдає Маркусу удар у ділянку серця, й той удруге опиняється в стані клінічної смерті. Джон реанімує кіборга, але сам смертельно поранений. Маркус Райт вирішує віддати своє серце Коннору.

## Маркус Райт у книзі
В офіційній новелізації фільму є кілька додаткових деталей. Зокрема, що Маркус Райт раніше був наркоманом та викрадав автомобілі, а під час нападу бандитів на нього із Блер, кіборг спочатку не збирався рятувати дівчину.